# Центральный деловой район (Сидней)
Центральный деловой район Сиднея (Sydney central business district, также Sydney CBD, town или City) — главный коммерческий район Сиднея. Простирается примерно на три километра на юг от Сиднейской бухты, где было основано первое европейское поселение. Благодаря своей ключевой роли в ранней истории Австралии данная территория является одной из старейших официально учреждённых образований в Австралии.
Географически простирается с севера на юг от Сёркулар Куэй до Центрального вокзала и с востока на запад от сети парков, таких как Гайд-парк, Домейн, Королевский ботанический сад и Фарм Коув, до гавани Дарлинг и автострады Западный дистрибьютор. По состоянию на 2016 годы население делового района составляет 17 252 человека. Наименование Sydney CBD также часто используют для обозначения не только самого делового района, но и близлежащих внутренних районов Пирмонт, Хэймаркет, Ултимо и Вулумулу.
Центральный деловой район Сиднея — главный финансовый и экономический центр страны и один из ведущих хабов экономической деятельности в Азиатско-Тихоокеанском регионе. Район предоставляет работу примерно 13 % рабочей силы в Сиднейском регионе, в 2011—2012 годах здесь было произведено товаров и услуг на сумму 64,1 миллиарда долларов. Sydney CBD является местом дислокации для некоторых из самых значительных сооружений города, а также центром ночной жизни и развлечений города.

## География
Центральный деловой район Сиднея — это район плотно расположенных небоскрёбов и других зданий, перемежающихся с такими парками, как Гайд-парк, Домейн, Королевский ботанический сад и Уинярд-парк. Основной магистралью района является Джордж-стрит. Вдоль окраин района расположены Йорк-стрит и Макуори-стрит, между ними располагается Питт-стрит, которая располагается практически по первоначальному месторасположению Танк Стрим, кроме того, Питт-стрит является торговым центром района, на котором располагаются Питт-стрит Молл и Сиднейская телебашня. Бридж-стрит получила своё название в честь моста, который служил переправой через Танк Стрим до того, как его пустили по туннелю. Макуори-стрит является историческим центром района, на которой расположены Парламент Штата и Верховный суд Нового Южного Уэльса.

## Руководство
Административно Сиднейский деловой район подпадает под юрисдикцию района местного самоуправления городской территории Сидней . Правительство Нового Южного Уэльса также обладает полномочиями по управлению в некоторых направлениях в районе, в частности, управлению Сиднейским морским портом. Независимый кандидат Алекс Гринвич выбран представителем Сиднея в Парламенте Нового Южного Уэльса после выборов в 2012 году, сменив на этой должности мэра Кловер Мур, которой запрещено совмещать должности в связи с принятием закона штата, по которому не допускается совмещать должности в парламенте штата и районах местного самоуправления.

## Экономика
В районе расположены штаб-квартиры некоторых крупнейших австралийских компаний, а также центральные офисы многих крупных международных компаний в Азиатско-Тихоокеанском регионе. В частности, большую часть доступных офисных площадей занимают такие компании, как Westpac, Commonwealth Bank of Australia, Citibank, Deutsche Bank, AMP Limited, Allianz, HSBC, AXA, ABN AMRO, Bloomsbury Publishing, Macquarie Group, Insurance Australia Group, AON и Marsh..

## Транспорт
Транспортная система делового района включает в себя пригородный железнодорожный, легкорельсовый, автобусный и паромный транспорт. В настоящее время идет строительство метрополитена, который соединит Норт Шор и Бэнкстаун, окончание строительства планируется на 2024 год.
Главный узел городской железной дороги — Центральный вокзал, расположенный в южной части района в Хеймаркете, он соединяет почти все линии в пассажирской ж/д сети Сиднея, а также является конечной станцией для большинства маршрутов NSW TrainLink и междугородних железнодорожных перевозок. Существует в подземная железнодорожная линия CBD, движение по которой осуществляется в обоих направлениях через Центральный вокзал, которая обслуживает пять станций в CBD, а также ответвление до Bondi Junction. Данные линии известны как Сити Сёркл. Линия Dulwich Hill Line, единственная в настоящее время линия легкорельсового транспорта в Сиднее (строится ещё одна), соединяет южную часть района и центральный вокзал с ближайшими пригородами Внутреннего Запада Сиднея. Автобусы, как государственные, так и частные, обслуживают CBD по нескольким десяткам маршрутов как внутри района, так и в более отдаленные пригороды. NightRide — это частное автобусное сообщение, которое работает с полуночи до 5:00 утра, причем большинство служб работает на Джордж-стрит за пределами ратуши Сиднея.
Паромы Сиднея работают в основном с Сёркулар Куэй, расположенной в северной части района. Там находится несколько причалов (прямо под пригородной железнодорожной станцией Circular Quay), причал Уорвф-3 работает исключительно на Мэнли. Есть также паромы в западной части района на Кинг-стрит-Уорф, к югу от Барангару.

## Культура
Культурный центр Сиднея находится в CBD благодаря ночной жизни, пешеходному движению и центральному расположению известных достопримечательностей. В КБР сосредоточено большое количество культурных учреждений, в том числе: Музей Сиднея, Государственная библиотека Нового Южного Уэльса, бывшая Таможня Сиднея, Городская библиотека Сиднея, Королевский театр, Городской концертный зал. В районе находится 19 церквей.
Также в окрестностях CBD находятся Сиднейский оперный театр и Музей современного искусства Австралии на севере, Австралийский музей и Художественная галерея Нового Южного Уэльса на востоке, Музей Пауэрхаус на западе, галерея White Rabbit на юге.
Каждый январь город проводит Сиднейский фестиваль. На крытых и открытых площадках проводятся художественные, музыкальные и танцевальные выставки. Австралийский и Международный театр в течение месяца проводят постановки, в том числе по мотивам аборигенов и современников. Многие из этих мероприятий бесплатны.
Международный кинофестиваль в Сиднее — это международное мероприятие, организуемое каждый год в июне на различных площадках района. Фестиваль впервые состоялся 11 июня 1954 года и проводился в течение четырёх дней с показами в Сиднейском университете. Были проданы все 1200 билетов.

## Демография
По данным переписи 2016 года, в Центральном деловом районе Сиднея проживало 17 252 человека. Средний возраст составлял 30 лет. Дети в возрасте от 0 до 14 лет составляли 4,5 % населения, а люди в возрасте 65 лет и старше составляли 5,7 % населения. 17,0 % людей родились в Австралии. Наиболее распространенными странами рождения были Таиланд (13,3 %), Китай (11,7 %), Индонезия (10,7 %), Южная Корея (5,4 %) и Индия (3,5 %). Аборигены и/или жители островов Торресова пролива составляли 0,2 % населения.
25,3 % людей говорили только по-английски дома. Другие языки, на которых говорят дома, включают мандаринский (14,6 %), тайский (13,0 %), индонезийский (9,1 %), корейский (5,0 %) и кантонский (4,2 %). Наиболее распространенным происхождение были китайцы (24,6 %), тайцы (11,3 %), англичане (9,3 %), индонезийцы (5,1 %) и корейцы (4,9 %). Наиболее распространенными религиями были «Буддизм» (21,7 %), «Католицизм» (12,6 %) и «Англиканцы» (3,3 %). 18,2 % были семейными парами с детьми, 65,6 % — семейными парами без детей и 8,5 % — семьями с одним родителем. 33,4 % были женаты.

## Галерея
- Сиднейский оперный театр and Харбор-Бридж
- Йорк-стрит
- Государственная библиотека Нового Южного Уэльса
- Квин Виктория Билдинг
- Сиднейская Консерватория
- Вид на Королевский ботанический сад, 1920-е
- Вид на Сёркулар Куэй, 1930-е
- Бридж-стрит
- Жилое здание XIX века на Йорк-стрит
- Квин Виктория Билдинг ночью
- Вид на Центральный деловой район Сиднея
- Сидней на закате. Фото из Бонди Джанкшн